# Żołna karminowa
Żołna karminowa (Merops nubicoides) – gatunek średniej wielkości owadożernego ptaka z rodziny żołn (Meropidae), występujący w centralnych i południowych obszarach Afryki.

## Taksonomia
Jest to gatunek monotypowy. Niektórzy autorzy traktowali żołnę karminową jako podgatunek występującej w centralnej Afryce żołny szkarłatnej (Merops nubicus).

## Morfologia
Długość ciała wynosi 24–27 cm bez wydłużonych sterówek ogona, które mogą osiągać nawet 12 cm. Masa ciała 44,5–66 g. Wraz z blisko spokrewnioną żołną szkarłatną, od której jest nieco większa, jest najbardziej wyróżniającą się wyglądem żołną z rodzaju Merops. Obie płcie ubarwione podobnie. Spód ciała karminowy, kark i plecy rudo-brązowe. Skrzydła czerwono-brązowe z ciemnymi końcówkami lotek, wierzch ciemniejszy niż spód. Głowa zwieńczona niebiesko-szmaragdową, opalizującą „czapeczką”, poniżej czarny pas biegnący od dzioba za oko. Gardło karminowe, co odróżnia ją od podobnej żołny szkarłatnej, której gardło jest koloru niebieskiego. Koniec podbrzusza, wierzch za skrzydłami i nasada ogona jasnoniebieskie, ale same sterówki koloru lotek, choć bardziej matowe – ceglano-brązowe z ciemnymi końcówkami. Charakterystyczne, dwie wydłużone sterówki na środku ogona, u samic krótsze niż u samców. Dziób typowy dla żołn – dość długi i cienki, łukowato zagięty, czarny. Nogi ciemne. Osobniki młodociane układ upierzenia mają podobny do dorosłych, ale o bledszych barwach.

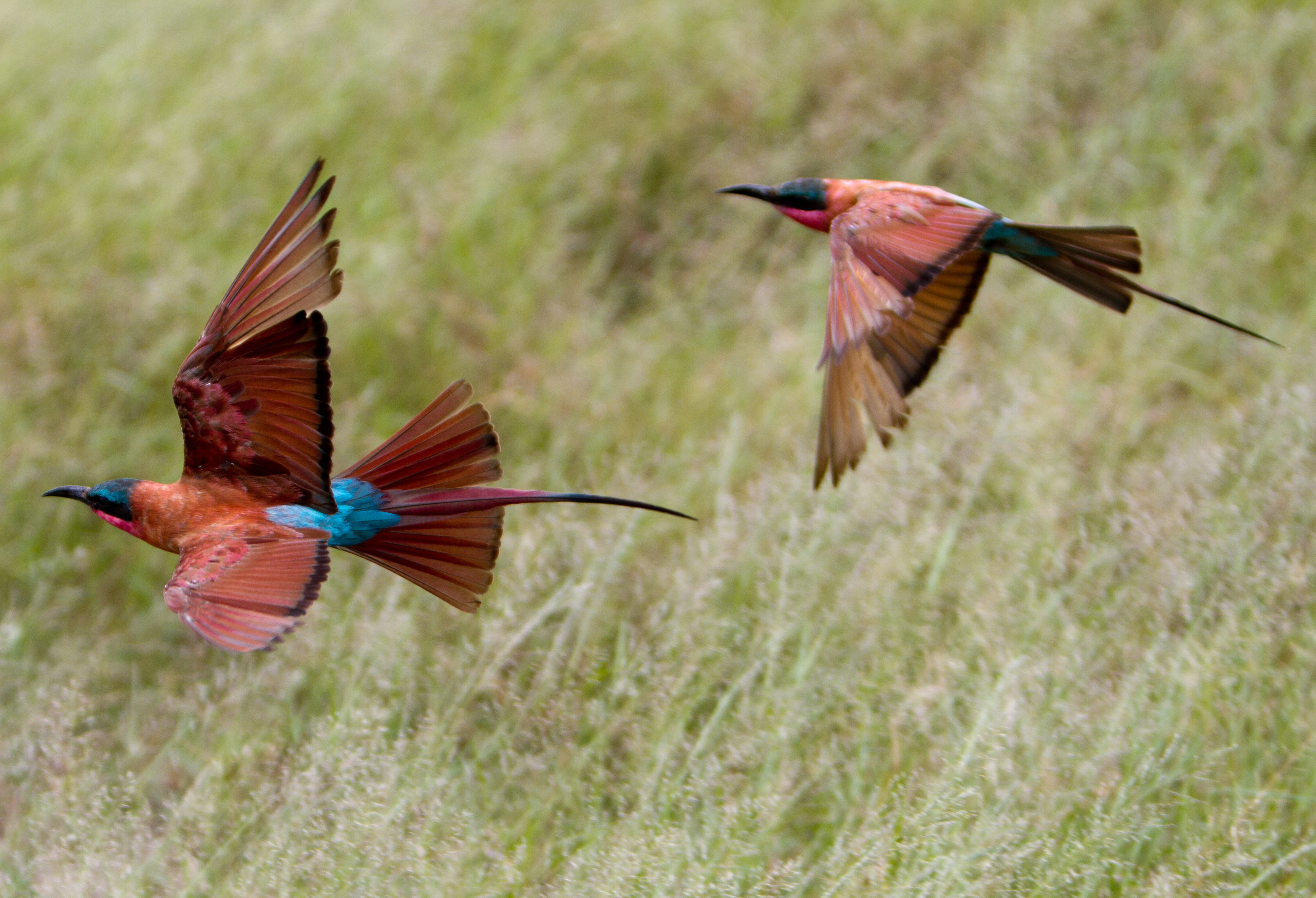
Żołny karminowe w locie. Północna Botswana
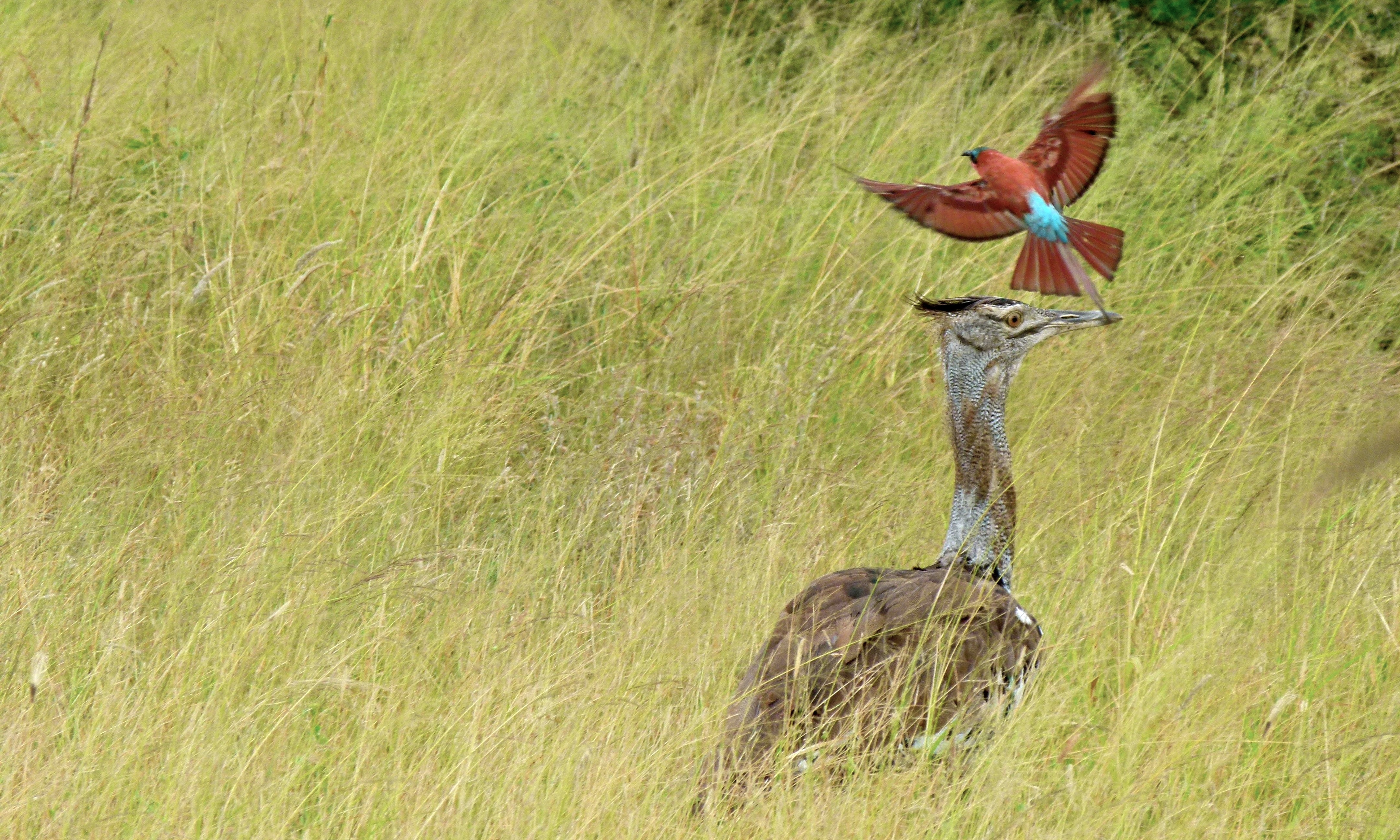
Żołna polująca na owady w towarzystwie dropia olbrzymiego
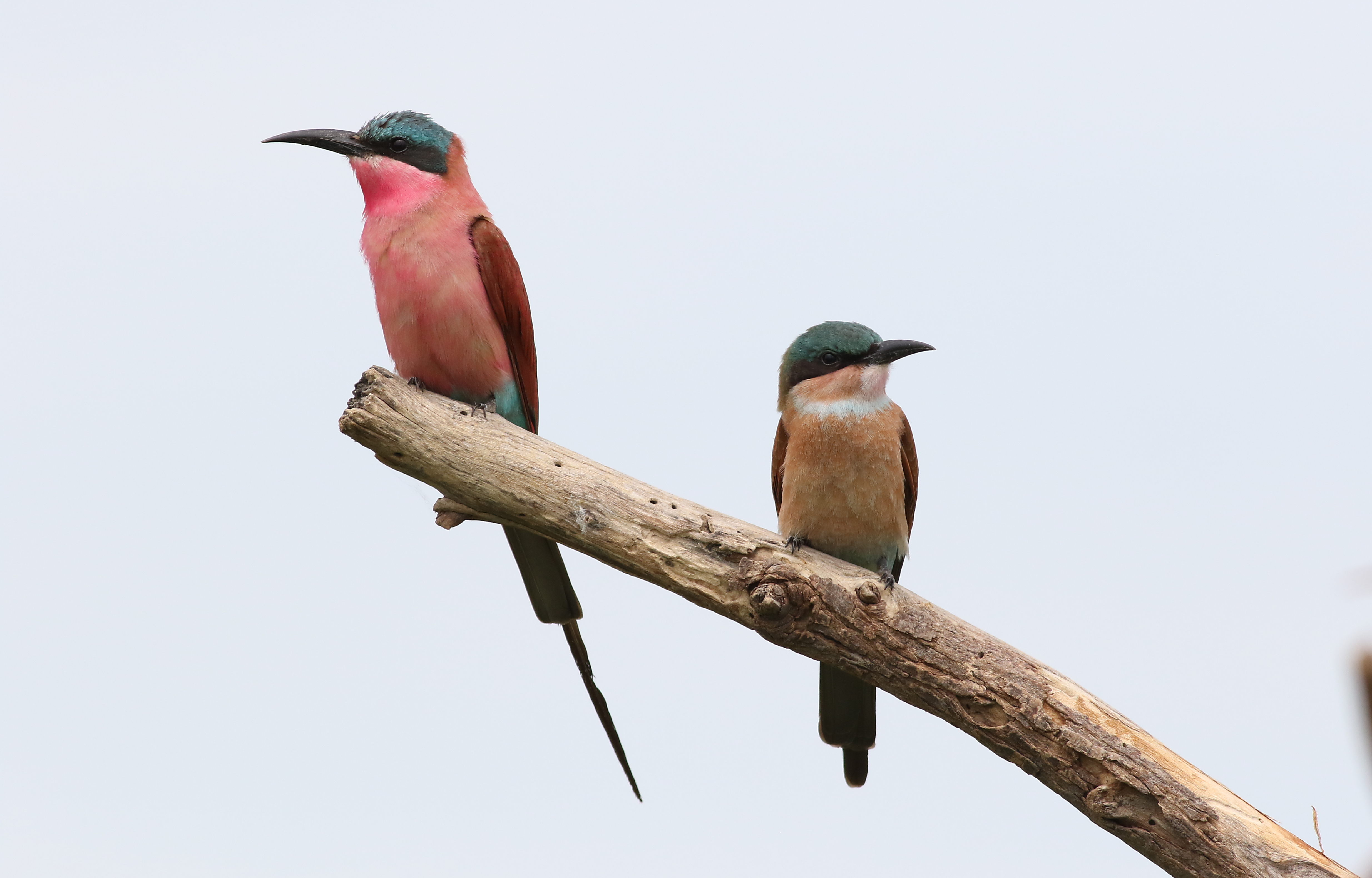
Widoczne różnice między upierzeniem osobnika dorosłego (z lewej) i młodocianego

## Występowanie i środowisko
Rzadkie lasy i sawanny oraz doliny rzek od Angoli i północno-wschodniej Namibii, przez Zambię, Zimbabwe po Mozambik. Poza okresem lęgowym można ją spotkać także w południowej części Konga i Tanzanii aż po Burundi na północy. Na południu zaś najdalej do północnej części Botswany i północno-wschodniej RPA. Na czas lęgów tworzy wielkie kolonie liczące setki, a nawet tysiące osobników. Poza sezonem lęgowym rozprasza się na większym obszarze i w mniejszych grupach liczących zazwyczaj kilkanaście-kilkadziesiąt osobników.

## Pożywienie
Podobnie jak inne żołny zjada różne owady latające. Oprócz błonkoskrzydłych podstawę diety stanowią prostoskrzydłe, w tym szarańczowate. Owady łapią głównie w locie. Ofiary wypatrują z jakiegoś punktu obserwacyjnego – uschniętej gałęzi lub z grzbietu dużego zwierzęcia, które idąc płoszy owady, na które poluje żołna. Widywana jest przede wszystkim na przedstawicielach rodziny wołowatych, ale także na strusiach czy dropiach. Mogą też krążyć na wysokości 50–100 metrów, skąd wyłapują dostrzeżone owady. Wykorzystują też pożary buszu, żerując przed czołem pożaru lub ponad nim, gdzie roi się od uciekających insektów. Sporadycznie polują również na drobne ryby, stosując taktykę polowania podobną do zimorodków. Przed złożeniem jaj obserwowano samice zjadające muszle ślimaków, ziarna piasku i inne bogate w wapń składniki, co pozwala na wytworzenie silniejszych skorupek jaj.

## Rozmnażanie
Gniazduje w stromych urwiskach i brzegach rzek, gdzie wykopuje nory, w których zakłada gniazda. Sezon lęgowy żołn karminowych przypada na wrzesień-październik, choć tunele często buduje 3–4 miesiące wcześniej, pod koniec pory deszczowej, gdy grunt jest jeszcze miękki. Wybrane lokalizacje kolonie mogą zajmować przez dziesięciolecia. Komora lęgowa znajduje się na końcu 1–2-metrowego tunelu, choć zdarzają się też dłuższe, nawet 7-metrowe. Norę para kopie wspólnie. Samica składa 2–5 białych jaj w odstępie 48 godzin. Obydwoje rodzice wysiadują je przez około 3 tygodnie. Karmienie również odbywa się wspólnie, młode opuszczają gniazdo po około 23–30 dniach. Czasem w wychowaniu młodych parze pomagają inne dorosłe osobniki z kolonii, co nie zdarza się u podobnej żołny szkarłatnej.

## Status
Międzynarodowa Unia Ochrony Przyrody (IUCN) uznaje żołnę karminową za gatunek najmniejszej troski (LC – Least Concern) nieprzerwanie od 1988 roku. Liczebność populacji nie została oszacowana. Globalny trend liczebności populacji uznawany jest za spadkowy ze względu na postępujące niszczenie siedlisk.